# فرودگاه لتنئوزرسکی
فرودگاه لتنئوزرسکی (به انگلیسی: Letneozersky) یک فرودگاه نظامی است که یک باند فرود بتن دارد و طول باند آن ۲۵۰۰ متر است. این فرودگاه در کشور روسیه قرار دارد و در ارتفاع ۹۹ متری از سطح دریا واقع شده است.